# Henri Poels

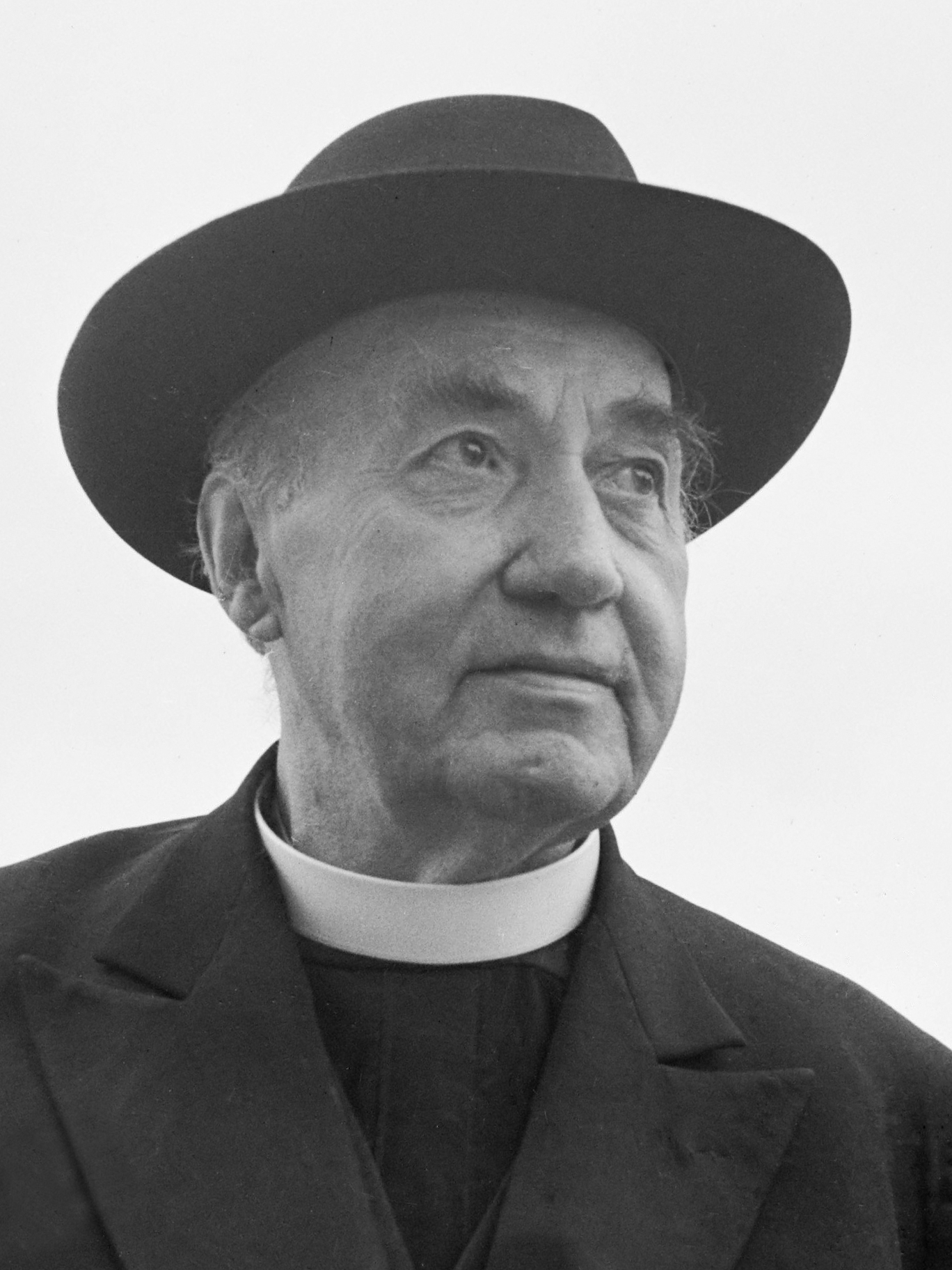
Poels 1945 in Limburg

Henricus oder Hendrikus „Henri“ Andreas Poels (oft auch nur dr. Poels; * 1868 in Venray; † 1948 in Heerlen) war ein niederländischer römisch-katholischer Theologe und Priester, der vor allem für seine soziale Tätigkeit als Hauptalmosenier in Limburg bekannt ist.

## Leben
Poels wurde in eine wohlhabende Bauernfamilie als Sohn von Martinus Poels, Schafbauer und -händler, und Maria Catharina Joosten hineingeboren und wuchs im nordlimburgischen Venray auf.
Nachdem er an den Priesterseminaren von Rolduc und Roermond studiert hatte, wurde er mit 23 Jahren zum Priester geweiht. Nach weiteren Studien der Bibelwissenschaft in Löwen wurde er Dr. theol. Wegen ihm unterstellter modernistischer Ansichten blieb ihm eine Professorenkarriere im Bistum Roermond verwehrt, stattdessen war er von 1904 bis 1910 Professor für Exegese an der Katholischen Universität von Amerika in Washington, D.C. Er wurde entlassen, nachdem er einen Artikel veröffentlichte, in dem er die damals in der Kirche vorherrschende Ansicht, Moses sei der Verfasser des Pentateuchs gewesen ablehnte. Er argumentierte, dass diese Bücher von mehreren Autoren geschrieben und weit nach Moses’ Zeit bearbeitet worden sein müssten. Vierzig Jahre später war Poels' Auffassung innerhalb der Kirche breit akzeptiert.
Nach dem Ende seiner akademischen Laufbahn, wurde Poels Kaplan in Limburg, das zu der Zeit stark vom Bergbau geprägt war. Poels markiert den Anfang der staatlich geförderten Wohnungsbaugesellschaften und Gemeindezentren., dabei gestalteten er und seine Anhänger das gesellschaftliche Leben in Limburg nach einem streng katholisch hierarchisch-klerikalen Modell. Von 1915 bis 1939 bekleidete Poels das Amt eines Hauptalmoseniers  im Bistum Roermond. Als seine rechte Hand bezeichnete er in dieser Funktion Hubert Spierts.
1934 nahm Poels den vor der NS-Regierung geflohenen ehemaligen deutschen Reichskanzler Heinrich Brüning bei sich in Heerlen auf. Bei Ausbruch das Krieges blieb Poels in Antwerpen, wo er sich von einer schweren Krankheit erholte. Über Cannes und Lugano zog er nach Schwyz, wo er bis Juli 1945 blieb. Danach verbrachte er bis zu seinem Tode den Großteil der Zeit bei den Medischen Missiezusters te Imstenrade in Heerlen.

## Auszeichnungen und Ehrungen

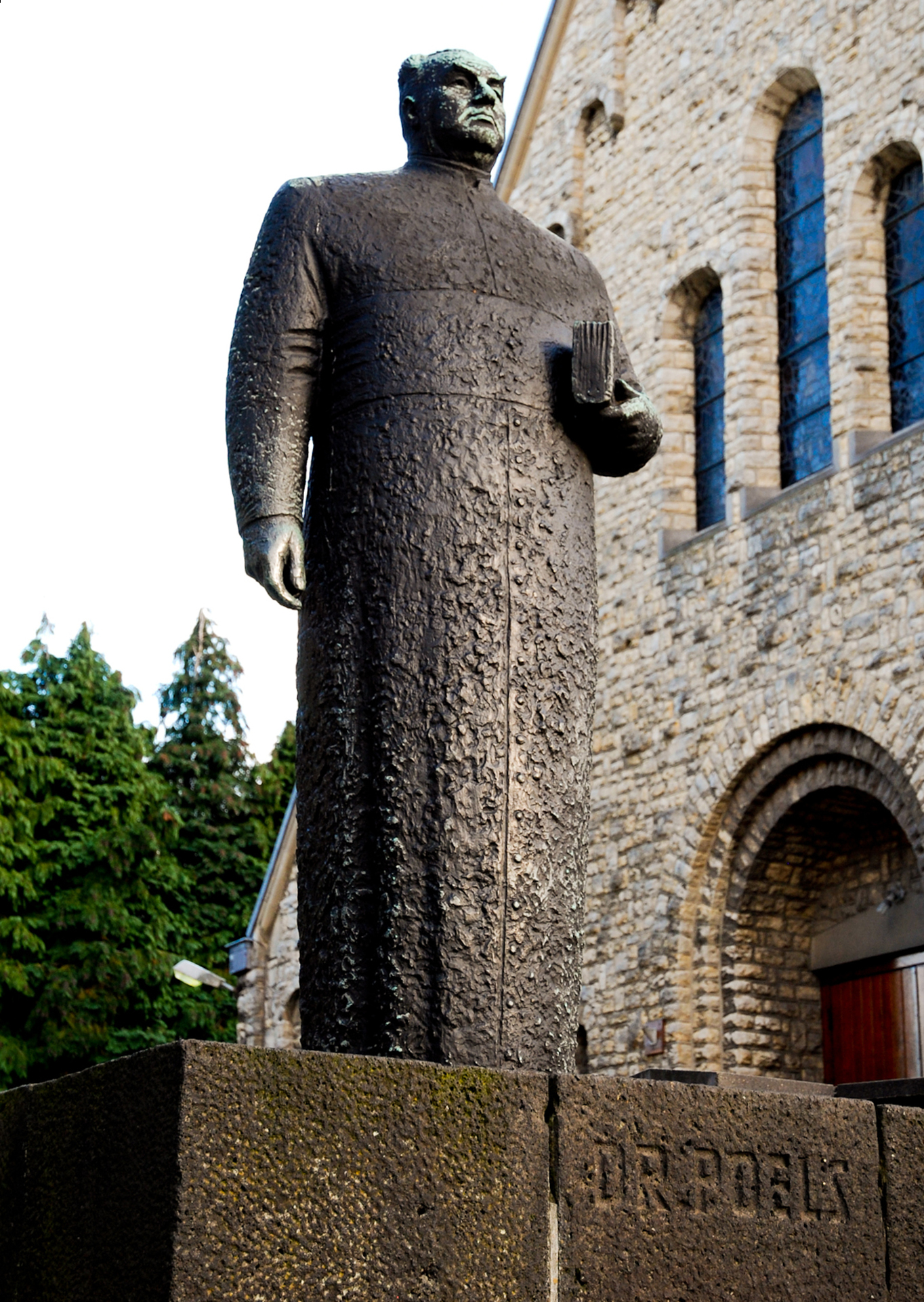
Standbild zu Poels' Ehren in Heerlen

- 1921: Ritterkreuz des Ordens vom Niederländischen Löwen[5]
- 1928: Offizier des Ordens von Oranien-Nassau
- 1931: Bronzenes Relief am Standbild der Heiligen Familie auf dem Dr. Poels Plein in Venlo (Charles Vos)
- 1947: Ehrendoktorwürde der Universität Tilburg; dies war die erste Verleihung einer solchen Würde durch die Universität[6]
- 1949: Katholieke technische school Dr. Poels in Nijmegen
- 1953: Standbild in Venray (Piet van Dongen)
- 1954: Standbild in Heerlen (Wim van Hoorn)
- In vielen niederländischen Ortschaften sind Straßen und Plätze nach Poels benannt, darunter: Amstelveen, Amstenrade, Beek, Echt, Etten-Leur, Gennep, Gronsveld, Heerlen, 's-Hertogenbosch, Kerkrade, Klimmen, Nijmegen, Maasbree, Maastricht, Oldenzaal, Oosterhout, Oss, Oudenbosch, Reuver, Roermond, Roosendaal, Schinnen, Schinveld, Simpelveld, Tegelen, Valkenswaard, Venlo, Venray, Wateringen, Westervoort.